# Skallig timalia
Skallig timalia (Melanocichla calva) är en fågel i familjen timalior inom ordningen tättingar. Den förekommer endast i bergsområden på nordöstra Borneo. Arten minskar i antal, men beståndet anses ändå vara livskraftigt. 

## Utseende
Skallig timalia är en stor (25,5–27 cm) medlem av familjen. Den har ett mycket karakteristiskt utseende, med brunaktigt till gulaktigt bart huvud, röd näbb och glansigt svartaktig till gråsvart fjäderdräkt. Även i ansiktet syns bar hud, runt ögat i blågrått till violett och bakom ögat blåvitt.

## Utbredning och systematik
Skallig timalia förekommer i höglänta områden på nordöstra Borneo där den är stannfågel på 800 till 1800 meters höjd. Den behandlas som monotypisk, det vill säga att den inte delas in i några underarter.

### Släktskap
Fågeln placeras traditionellt i fnittertrastsläktet Garrulax och kallades på svenska tidigare nakenhuvad fnittertrast. Genetiska studier visar dock förvånande nog att den, tillsammans med dess nära släkting svarttimalia, istället är nära släkt med sabeltimaliorna i Pomatorhinus i familjen timalior och alltså bör byta inte bara släktesnamn utan också familjetillhörighet. Numera lyfts de båda arterna ut i Melanocichla och placeras i Timaliidae.

## Levnadssätt
Skallig timalia hittas i städsegrön lövskog, skogsbryn och ungskog. Den rör sig i små ljudliga grupper, vanligen lågt i vegetationen, på jakt efter insekter, spindlar och ibland frön. Den ses inte flyga några längre sträckor utan glider från ställe till ställe.

### Häckning
Arten häckar oktober–april. Den bygger ett voluminöst skålformat bo av växtfibrer och löv som placeras i en trädklyka cirka 2,5 meter ovan mark. Däri lägger den två ägg.

## Status och hot
Arten har ett begränsat utbredningsområde och tros minska i antal, dock inte tillräckligt kraftigt för att den ska betraktas som hotad. Internationella naturvårdsunionen IUCN listar därför arten som livskraftig (LC).

## Taxonomi och namn
Skallig timalia beskrevs taxonomiskt som art av Sharpe 1888. Dess vetenskapliga artnamn calva betyder just "skallig". På svenska har den tidigare kallats nakenhuvad fnittertrast, men har blivit tilldelat ett nytt trivialnamn för att bättre återspegla dess släktskap.